# Valeri Dmítriev
Valeri Dmítriev (en rus: Валерий Дмитриев) (Almati, 10 d'octubre de 1984) és un ciclista kazakh que fou professional del 2004 al 2010. Del seu palmarès destaca sobretot la Volta a Grècia del 2005.

## Palmarès
- 2004
  - Vencedor d'una etapa del Giro de les Regions
- 2005
  - 1r a la Volta a Grècia
- 2006
  - Vencedor d'una etapa de la Volta a Egipte